# مارک فرایبرگر
مارک فرایبرگر (انگلیسی: Marc Freiberger; ۲۷ نوامبر ۱۹۲۸ – ۲۹ ژوئن ۲۰۰۵) بازیکن بسکتبال اهل ایالات متحده آمریکا بود.
وی در مسابقات کشوری و بین‌المللی در مجموع برندهٔ ۱ مدال طلا شده‌است.